# Rolf Beab
Rolf Beab (* 4. Januar 1964 in Helmstedt) ist ein deutscher Schwimmer, der in den späten 1980er-Jahren aktiv war. Er gewann vier deutsche Meistertitel und war auch international erfolgreich.

## Leben
Beab war zunächst beim VfL Neu Büddenstedt und dem Helmstedter SV aktiv. Als Erwachsener wechselte er zum TSV Bayer Dormagen.
Beab ist heute als IT-Unternehmer tätig und lebt in Dormagen. Er hat einen Sohn.

## Deutsche Meisterschaften
- 50 m Brust: 1986, 1987 und 1988
- 100 m Brust: 1985 sowie zwei Vizemeisterschaften  1986 und  1987.

## Europameisterschaften
1985 in Sofia gewann er über 100 Meter Brust in 1:03,58 Minuten die Silbermedaille hinter dem Briten Adrian Moorhouse (Gold in 1:02,99 Minuten). Darüber hinaus war er Mitglied der 4-mal-100-Meter-Lagenstaffel, die sich in 3:43,59 Minuten die Goldmedaille vor der DDR (Silber in 3:45,35 Minuten) holte.

## Weltmeisterschaften
Bei den Weltmeisterschaften 1986 in Madrid kam er über 100 Meter Brust auf Platz 4.